# Левенці
Леве́нці — повстанський рух і загони соціальних розбійників, що діяли на Поділлі в середині XVII століття.

## Відомості про левенців
У середині XVII століття в Подністров'ї, від Кам'янця до Могилева-Подільського, тривав сильний опришківський (гайдамацький) рух. Найпотужнішим він був у Медоборах (Недоборах) — невисоких горах-товтрах, покритих густими лісами, що пасмом завширшки від 3 до 25 км простягаються теренами Поділля (від Бакоти на Дністрі через Княжпіль, Вербку, Нігин, Смотрич, Сатанів, Скалат і далі в Галичину до Підкаменя). Саме товтровий кряж від Бакоти до Смотрича служив колискою й столицею подільського опришківства (левенківства). Його історія і досі залишається не до кінця з'ясованою.
Невідомий польський шляхтич, автор «Римованої хроніки», який брав участь у боях з ними в 1650-1660-х роках, подав унікальні відомості про вигляд левенців і тактику їхньої боротьби. Називаючи їх «злими» чи «дикими людьми», які, мовляв, узяли свою назву від дракона «Левена», він підкреслював, що ними були «наповнені ліси і діброви, лози, чагарники, скелі».

## Додаткова література
- Андрій Галушка (26 жовтня 2016). Таємничі левенці. Лікбез. Історичний фронт.